# Антарктический союз микрогосударств
Антарктический союз микрогосударств (сокр. AMU, англ. Antarctic Micronational Union) — организация, объединяющая виртуальные государства c территориальными претензиями в Антарктиде. Заявленной целью создания AMU является защита территориальных претензий членов от других претендентов.

## История
Антарктический союз микрогосударств был учрежден 6 декабря 2008 года Королевством Финисмунд, Мэри-Стейт и Великим Герцогством Фландренсис под названием исп. Grupo Del Acuerdo Micronational Antártico, сокр. GAMA. Причиной создания GAMA послужил конфликт между Финисмундом, Мэри-Стейт, Фландренсисом с одной стороны, и Джоном Лоуренсом из Вестарктики, ставший известным как «Великая Антарктическая микронациональная война». Конфликт завершился 24 сентября 2010 года, когда герцог Фландренсиса Нильс и основатель Вестарктики Трэвис Макгенри подписали Западноантарктический договор и вступили в AMU.
После нескольких реформ и периодов бездействия, AMU возобновил деятельность в нынешнем виде 24 февраля 2020 года. Генеральным администратором AMU с 2014 года является Ярослав Мар, президент Лостайленда, переизбранный на новый срок в феврале 2020 года.

## Действующие участники
Членами AMU являются следующие виртуальные государства:
- Республика Авиненска
- Великое герцогство Вестарктика[17]
- Великое герцогство Фландренсис
- Карно-Рутенская Империя
- Федеративная Республика Лостайленд
- Миссионерский Орден Кельтского Креста
- Павловская Империя
- Великое герцогство Пайкленд
- Хортанская Империя
- Республика Ужупис[18]

## Бывшие участники
Исторически вступление в AMU было целью множества русскоязычных микронаций, и ряд из них этой цели достигли.
- Княжество Айселлант
- Королевство Данландия
- Советская Социалистическая Республика Надирия